# Claymore

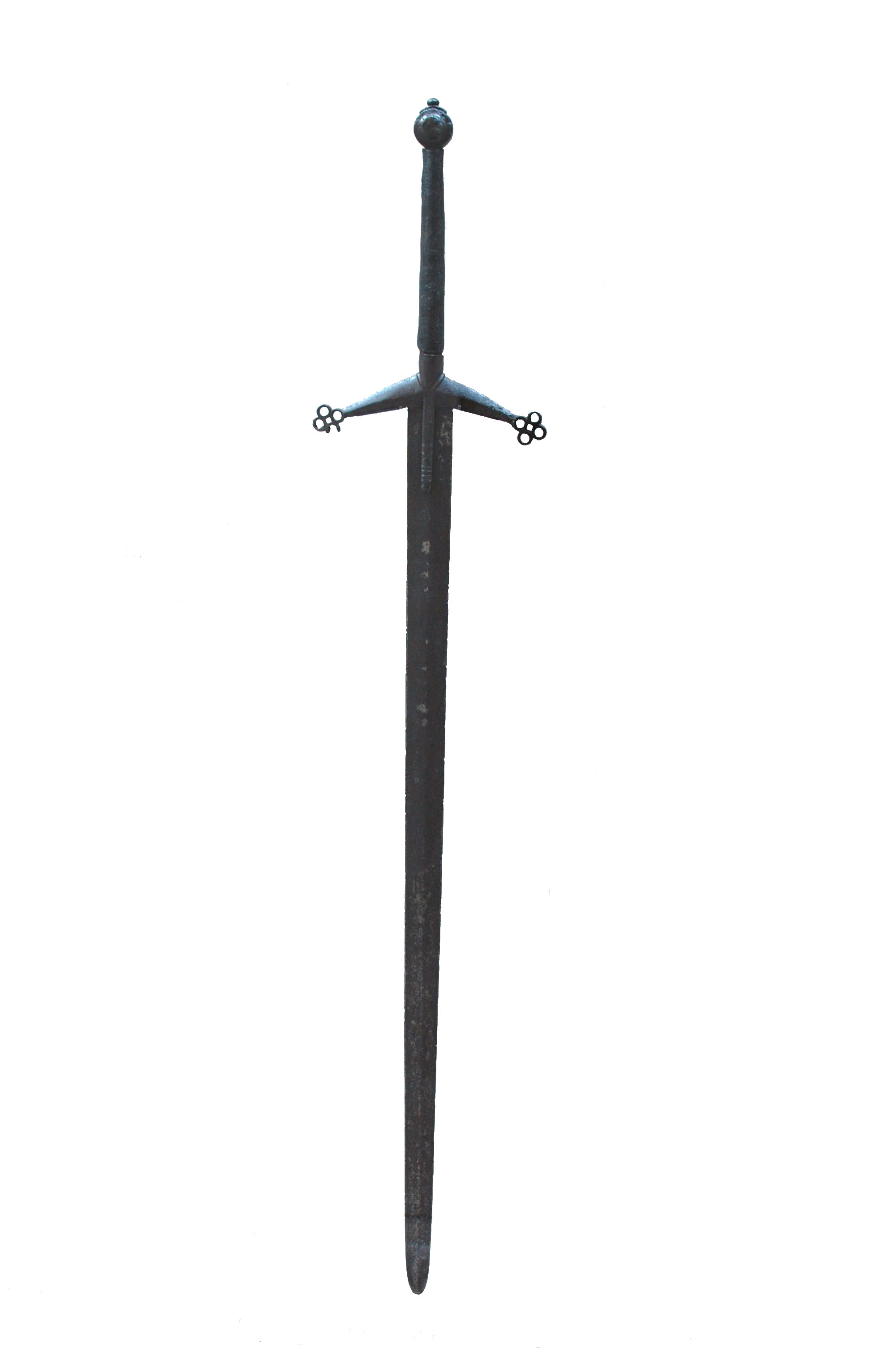
Uma espada escocesa de duas mãos.

Claymore é uma variante escocesa da espada medieval montante utilizada durante os séculos XV e XVI. Possui gume duplo e é manejada com as duas mãos, impedindo o guerreiro de utilizar um escudo. A palavra claymore vem do gaélico escocês claidheamh mòr e significa espadão. A claymore é um tipo de espada montante, porém mais leve.
O tamanho da espada claymore é variável. Geralmente, possui o tamanho aproximado da altura do guerreiro que a empunha e, por este motivo, deve ser feita sob encomenda. O guarda-mão, em forma de cruz, é ligeiramente voltado para a ponta da espada e tem as extremidades ornadas com três ou quatro pequenas argolas. Seu punho é geralmente feito de madeira e o pomo tem forma arredondada. O seu uso é atribuído a William Wallace, guerreiro escocês.